# Axel Nordlander
Axel Nordlander den yngre, RSO, född 21 september 1879 på Hagge bruk i Norrbärke, död 30 april 1962 i Helsingborg, ryttmästare vid Skånska husarregementet. Nordlander var fältflygare och olympisk guldmedaljör individuellt och i lagritt vid ryttarspelen i Stockholm 1912. Han vann Grand Prix i S:t Moritz och som ballongflygare den prestigefyllda Cup Gordon Bennet 1909 i Zürich.
Nordlander var son till bruksägaren Harald Nordlander och Sigrid, född Klingberg, samt sonson till Axel Nordlander den äldre. Axel Nordlander är gravsatt vid Krematoriet i Helsingborg. 